# Loir
Loir – rzeka w zachodniej Francji, lewy dopływ Sarthe. Rzeka ma swoje źródło w departamencie Eure-et-Loir, na północ od miejscowości Illiers-Combray. Loir łączy się z rzeką Sarthe w miejscowości Briollay, na północ od Angers.